# Kuh-e Khwaja Mohamad
Kuh-e Khwaja Mohamad är ett berg i Afghanistan. Det ligger i provinsen Wardak, i den centrala delen av landet, 150 kilometer väster om huvudstaden Kabul. Toppen på Kuh-e Khwaja Mohamad är 4 260 meter över havet.